# Pont-de-Claix
Pont-de-Claix és un municipi francès situat al departament de la Isèra i a la regió d'Alvèrnia-Roine-Alps. L'any 2007 tenia 11.585 habitants.

## Demografia

### Població
El 2007 la població de fet de Pont-de-Claix era d'11.585 persones. Hi havia 4.558 famílies de les quals 1.405 eren unipersonals (578 homes vivint sols i 827 dones vivint soles), 1.068 parelles sense fills, 1.500 parelles amb fills i 585 famílies monoparentals amb fills.
La població ha evolucionat segons el següent gràfic:
Habitants censats

### Habitatges
El 2007 hi havia 4.910 habitatges, 4.672 eren l'habitatge principal de la família, 44 eren segones residències i 193 estaven desocupats. 793 eren cases i 4.107 eren apartaments. Dels 4.672 habitatges principals, 2.334 estaven ocupats pels seus propietaris, 2.266 estaven llogats i ocupats pels llogaters i 73 estaven cedits a títol gratuït; 113 tenien una cambra, 542 en tenien dues, 1.261 en tenien tres, 1.824 en tenien quatre i 931 en tenien cinc o més. 2.708 habitatges disposaven pel capbaix d'una plaça de pàrquing. A 2.472 habitatges hi havia un automòbil i a 1.479 n'hi havia dos o més.

### Piràmide de població
La piràmide de població per edats i sexe el 2009 era:
| Homes | Edats   | Dones |
| ----- | ------- | ----- |
| 0     | 95 o +  | 0     |
| 8     | 90 a 94 | 24    |
| 28    | 85 a 89 | 56    |
| 36    | 80 a 84 | 104   |
| 120   | 75 a 79 | 156   |
| 140   | 70 a 74 | 216   |
| 204   | 65 a 69 | 188   |
| 312   | 60 a 64 | 280   |
| 244   | 55 a 59 | 304   |
| 316   | 50 a 54 | 348   |
| 416   | 45 a 49 | 348   |
| 352   | 40 a 44 | 388   |
| 464   | 35 a 39 | 472   |
| 564   | 30 a 34 | 556   |
| 500   | 25 a 29 | 504   |
| 368   | 20 a 24 | 400   |
| 429   | 15 a 19 | 468   |
| 408   | 10 a 14 | 452   |
| 340   | 5 a 9   | 404   |
| 348   | 0 a 4   | 332   |

## Economia
El 2007 la població en edat de treballar era de 7.510 persones, 5.587 eren actives i 1.923 eren inactives. De les 5.587 persones actives 4.984 estaven ocupades (2.647 homes i 2.337 dones) i 603 estaven aturades (302 homes i 301 dones). De les 1.923 persones inactives 467 estaven jubilades, 678 estaven estudiant i 778 estaven classificades com a «altres inactius».

### Ingressos
El 2009 a Pont-de-Claix hi havia 4.552 unitats fiscals que integraven 10.945,5 persones, la mediana anual d'ingressos fiscals per persona era de 16.332 €.

### Activitats econòmiques
Dels 474 establiments que hi havia el 2007, 10 eren d'empreses extractives, 6 d'empreses alimentàries, 4 d'empreses de fabricació de material elèctric, 34 d'empreses de fabricació d'altres productes industrials, 95 d'empreses de construcció, 79 d'empreses de comerç i reparació d'automòbils, 13 d'empreses de transport, 35 d'empreses d'hostatgeria i restauració, 2 d'empreses d'informació i comunicació, 23 d'empreses financeres, 18 d'empreses immobiliàries, 62 d'empreses de serveis, 62 d'entitats de l'administració pública i 31 d'empreses classificades com a «altres activitats de serveis».
Dels 173 establiments de servei als particulars que hi havia el 2009, 1 era una gendarmeria, 1 oficina de correu, 7 oficines bancàries, 19 tallers de reparació d'automòbils i de material agrícola, 1 taller d'inspecció tècnica de vehicles, 2 establiments de lloguer de cotxes, 1 autoescola, 18 paletes, 19 guixaires pintors, 10 fusteries, 12 lampisteries, 11 electricistes, 6 empreses de construcció, 14 perruqueries, 2 veterinaris, 10 agències de treball temporal, 23 restaurants, 8 agències immobiliàries, 4 tintoreries i 4 salons de bellesa.
Dels 21 establiments comercials que hi havia el 2009, 1 era un supermercat, 1 una botiga de més de 120 m², 2 botiges de menys de 120 m², 6 fleques, 2 carnisseries, 4 llibreries, 2 botigues de roba, 1 una joieria i 2 floristeries.

## Equipaments sanitaris i escolars
El 2009 hi havia 1 centre de salut i 5 farmàcies.
El 2009 hi havia 7 escoles maternals i 6 escoles elementals. Pont-de-Claix disposava de 2 col·legis d'educació secundària amb 618 alumnes.

## Poblacions més properes
El següent diagrama mostra les poblacions més properes.